# Râul Vârciorova, Bolvașnița
Râul Vârciorova este un afluent al râului Bolvașnița. 

## Hărți
- Harta Județului Caraș-Severin
- Harta Muntele Mic și Țarcu  Arhivat în 28 martie 2010, la Wayback Machine.